# Asynapta flavida
Asynapta flavida är en tvåvingeart som beskrevs av Ephraim Porter Felt 1908. Asynapta flavida ingår i släktet Asynapta och familjen gallmyggor.
Artens utbredningsområde är New York. Inga underarter finns listade i Catalogue of Life.